# Baronia d'Anglesola
La baronia d'Anglesola fou un feu creat pel comte Ramon Berenguer I de Barcelona quan conquerí i fortificà el castell de Tàrrega (vers el 1056). L'extensió inicial anava d'Anglesola a Sidamon, a l'oest, fins a Torregrossa, encara sota domini musulmà, al migdia, i al nord limitava amb la serra d'Almenara (tot limitant amb el comtat d'Urgell)).
El 1079 la baronia fou atorgada Berenguer Gombau, pels comtes Ramon Berenguer II i Berenguer Ramon II, el qual n'emprengué la colonització i el repoblament.
El llinatge Anglesola es feu important i preponderant, tot estenent les seves possessions per tot l'Urgell al migdia de l'Ondara i fins i tot aconseguiren possessions dins de la ciutat de Lleida i a la comarca del Segrià. al segle xii, les possessions dels Anglesola eren molt extenses a part de les terres de l'Urgell tenien possessions a la Segarra, Balaguer. Al Segrià tenien el castell de Milà, Ladivinyes, Os i Terracèn, Montmagastre i Corbins i en l'altra banda del riu Segre, Alcoletge, Palau d'Anglesola, Sidamon, Mollerussa, Miralcamp i Utxafava, a part d'altres drets a Gerp, Térmens, Altarèn, Ventosa i Juneda.
La família va acabar generant tres estirps principals: els Anglesola (a Miralcamp i Mollerussa), els Bellpuig (presents a Butsènit i Utxafava) i els Vallbona.
El llinatge Anglesola s'estiguí vers el 1417, passant els dominis d'Anglesola a una branca menor dels Erill (descendents d'Elionor de Montcada, filla de Constança d'Anglesola), que s'extingí el 1475, i després a la branca principal d'aquest mateix llinatge. Aquesta successió fou impugnada pels vescomtes de Rocabertí, descendents d'una altra filla de Constança, anomenada Beatriu de Montcada. Una sentència de l'audiència de Barcelona del 1561 els donà la raó, però el plet continuà fins que una altra sentència del 1633 confirmà els Rocabertí, comtes de Peralada, la baronia d'Anglesola. deu anys més tard, 1645, la baronia fou elevada a marquesat (marquesat d'Anglesola).